# Telefonie prin satelit

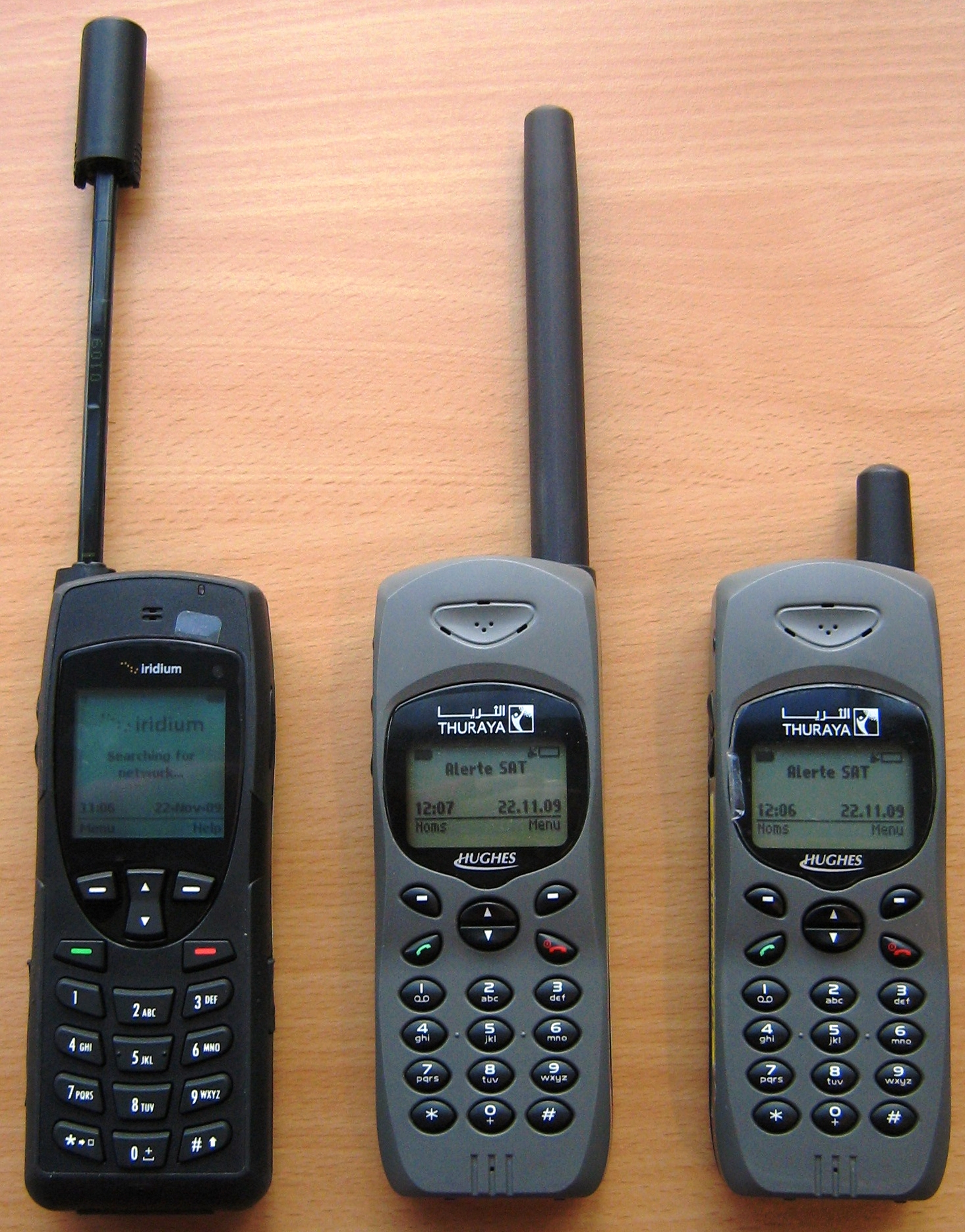
Modele de telefoane prin satelit

Telefonie prin satelit, telefon prin satelit, sau satphone, din expresia engleză satellite phone, este un tip de telefon mobil care se conectează direct la un satelit de comunicații în locul rețelei GSM.
Telefonia mobilă prin satelit reprezintă principala metodă de comunicare utilizată în zonele în care telefonia mobilă GSM nu este disponibilă (nave maritime, platforme petroliere marine, zone montane la mare altitudine, zona unui deșert, regiuni polare). Sunt folosite de asemenea, în situații de calamități naturale în care infrastructura de comunicații convențională a fost deteriorată.
Telefoanele mobile prin satelit oferă funcționalități similare cu telefoanele mobile terestre: voce, serviciul de mesaje SMS și Fax, acces internet. Aceste telefoane dispun de o antenă externă pentru conectarea la satelit, sunt mai grele decât telefoanele mobile convenționale și costul este mai mare. Anumite modele se pot conecta și la rețelele de telefonie tradiționale. 
În funcție de arhitectura unui sistem particular, acoperirea poate fi globală sau doar pentru anumite regiuni. 
Fiecare telefon prin satelit este livrat cu un cod (număr de 5 cifre care începe cu 881 sau 882) atribuit de către Uniunea Internațională pentru Telecomunicații (ITU-T) rețelei de telefonie prin satelit. Anumite țări ca Rusia, Coreea de Nord, Cuba, India, Sri Lanka, Sudan și Ciad interzic sau restricționează utilizarea telefoanelor prin satelit din considerente de securitate națională. 

## Istoric
Telefonia prin satelit apare la sfârșitul anilor 1980, ca urmare a progreselor în tehnologia spațială și de telecomunicații. Telefonul prin satelit a apărut pe piața comercială în 1998 dar nu a atins un succes datorită rețelelor de telefonie mobilă clasică. 
Primele telefoane prin satelit cu dimensiune aproapiată de cea a unui telefon mobil GSM, a fost seria Iridium 9500. 

## Funcționare
Telefonul mobil prin satelit funcționează prin intermediul unei rețele de sateliți artificiali, care înlocuiește antenele terestre utilizate de către un telefon mobil convențional. Semnalul transmis și primit de către telefon este preluat de satelit care-l retransmite la o stație la sol.
Rețelele de telefonie mobilă prin satelit folosesc sateliți aflați în orbita joasă a Pământului, sau în orbita geostaționară.

## Operatori
- Inmarsat: cel mai vechi operator de telefonie prin satelit, fondat în 1979 în Marea Britanie, specializat în domeniul servicilor de telefonie pentru nave maritime și aeronave precum și al transmisiunilor de date de bandă largă prin terminale mobile. Inmarsat operează 11 sateliți geostaționari; acoperirea este globală, cu excepția regiunilor polare; oferă cea mai bună viteză de transfer a datelor, apropiindu-se de o conexiune medie de tip broadband. [5]

- Globalstar: rețeaua din S.U.A. a intrat în serviciul comercial la sfârșitul anului 1991;  folosind 48 de sateliți în orbită joasă, oferă acoperire globală, cu excepția sudului deșertului Sahara, și regiunile polare; telefoanele Globalstar pot funcționa și pe baza rețelelor locale de telefonie mobilă

- Thuraya : înființată în 1997, compania din Emiratele Arabe Unite oferă acoperire în Europa, sudul Africii, Orientul Mijlociu, Asia, Australia, Oceania.

- Iridium: companie din S.U.A. ce asigură acoperirea globală, inclusiv pe suprafața oceanelor și în regiunile polare; operează 66 de sateliți în orbită joasă; serviciul comercial a început în noiembrie 1998. [6]

- SkyTerra: companie americană de telefon prin satelit, care folosește doi sateliți geostationari MSAT-1 și MSAT-2; în prezent utilizează echipamente similare cu Inmarsat, dar intenționează să lanseze un serviciu în  America cu ajutorul dispozitivelor portabile similare cu cele Thuraya.

- ACeS (Asia Cellular Satellite): un operator mai mic, folosind un singur satelit geostaționar, furnizează servicii de voce și date în Asia de Est, Asia de Sud și Asia de Sud - Est.